# Zona creativa
Zona Creativa fue un programa producido y transmitido por Televen, y conducido por Daniela Kosán. Era un programa dedicado enteramente a todo lo concerniente a la industria de la publicidad y mercadeo en Venezuela.

## Historia
Este programa salió al aire por primera vez en noviembre de 2002 como una alternativa a los micros dedicados a la publicidad (PubliTips en RCTV, Nota Especial en Venevisión, etc.). Se transmitía los viernes a las 11:30 p. m.. 
Tras el paro petrolero, este programa quedó en stand-by hasta el mes de agosto de 2003, cuando sale nuevamente al aire; esta vez con un formato mucho más fresco y renovado. Se transmitía los días jueves a las 7:30 p. m. en ediciones de media hora.
Debido al éxito obtenido, al año siguiente es trasladado al horario estelar de los días jueves a las 8:00 p. m. y se extiende su duración a una hora de transmisión.
Sale del aire en febrero de 2005 debido a cambios en la programación de Televen.

## Secciones
- Creativoz
- En Persona
- Trivia[4]
- Comerciales Extranjeros
- Desde Adentro
- Cómprame
- Retromerciales
- Tu Mueca[5]